# 克蘭茨山 (阿爾高阿爾卑斯山脈)
47°42′02″N 12°11′01″E / 47.70054°N 12.18362°E

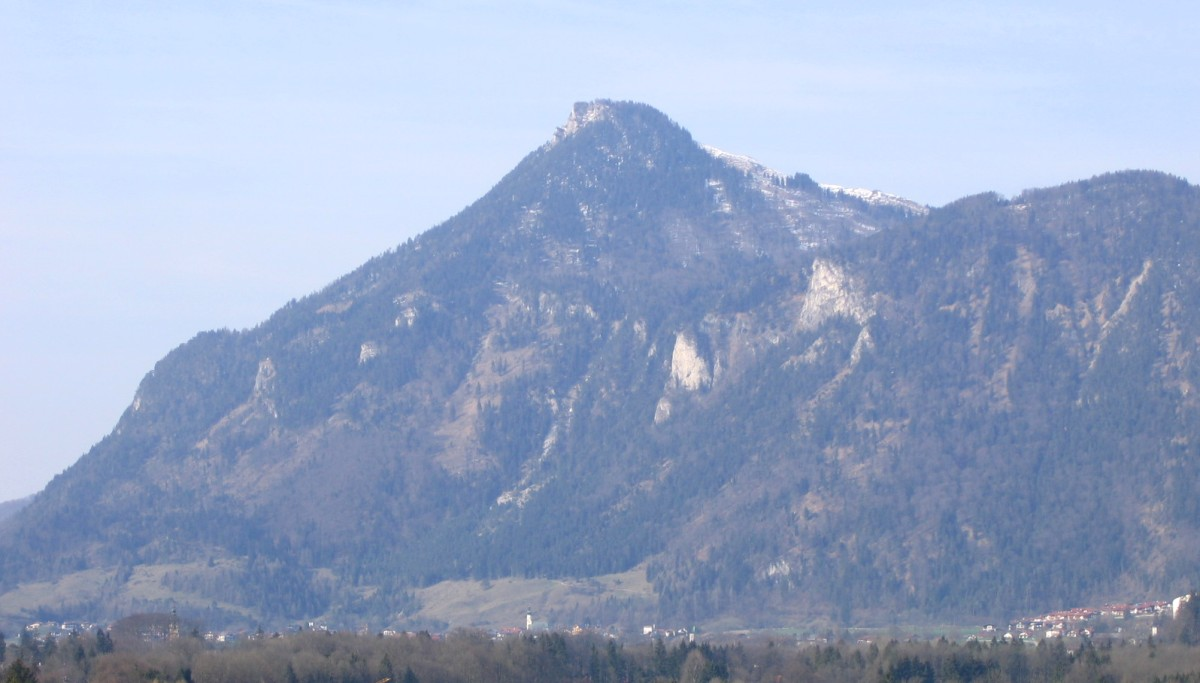

克蘭茨山（德語：Kranzhorn），是中歐的山脈，位於奧地利和德國接壤的邊境，屬於阿爾高阿爾卑斯山脈的一部分，距離梅德勒加貝爾山1.7公里，海拔高度2,428米，每年平均降雨量1,730毫米。